# Moe'awija I

Arabische Rijk in 650 onder Moe'awija I

Moe'awija I of Mu'awiyah (Mekka, 602 – Damascus, 6 mei 680) was de zoon van Aboe Sufyan, gouverneur van Damascus (Syrië). Na de moord in 661 op Ali werd Moe'awija de nieuwe kalief. Hij is de stichter van de Omajjaden-dynastie.

## Levensloop

### Relatie met Mohammed
Mohammed, Ali ibn Aboe Talib en Moe'awija hadden dezelfde over-over-grootvader, Abd Manaf ibn Qusai, uit de Qoeraisj-stam. Zijn halfzus Umm Habiba was getrouwd met Mohammed. Eerst was hij een groot tegenstander van Mohammed, na de verovering van Mekka (630) bekeerde Moe'awija I zich tot de islam en werd secretaris van de profeet.  

### Gouverneur in Damascus
Hij vocht mee in de Slag bij de Jarmuk in 636 en in 639 werd hij gouverneur in Damascus. Syria was het eerste grondgebied die de Arabieren veroverden op de Byzantijnen. 

### Admiraal
Kalief Oethman ibn Affan gaf hem de toestemming om een vloot te bouwen, om het oostelijke deel van de Middellandse Zee te controleren. In die optiek veroverde Moe'awija in 649, Cyprus. Tijdens de Slag van de Masten (654 of 655) kelderde hij de Byzantijnse vloot, dit betekende het einde van de Byzantijnse navale suprematie in de baai van de Levant.

### Usurpator
Zijn vriend en stamgenoot kalief Oethman werd in 656 vermoord en werd opgevolgd door Ali, de neef en schoonzoon van Mohammed. Een van de vrouwen van Mohammed, Aïsja kwam in opstand, het begin van de Eerste Fitna. Ze verloor echter de Slag van de Kameel. Daarna stond Moe'awija op als usurpator, hij vond dat Ali te weinig deed om de moordenaars van zijn vriend te straffen.  Moe'awija leidde een leger tegen Ali in 657. De strijd verliep echter slecht voor Moe'awija en op het punt van het verliezen van de oorlog vroeg hij vervolgens aan Ali om arbitrage. Ali stemde toe en de arbitrage stond Moe'awija zelfs toe zijn ambt in Damascus te behouden. De vergevingsgezinde Ali verloor hierdoor echter de steun van een grote groep minder verdraagzamen, de kharidjieten ("zij die weggingen" of "rebellen") en Ali werd in 661 als wraak door een van hen vermoord.

### Kalief
Moe'awija's kalifaat werd niet meteen door iedereen geaccepteerd, vooral niet door de kharidjieten en mensen van Ali's partij (de Sji'at Ali, later bekend geworden als de sjiieten). Sommigen van Ali's aanhangers eisten dat Ali's oudste zoon Hasan de nieuwe kalief zou worden, maar Hasan werd door Moe'awija overgehaald het kalifaat op te geven en werd nadien vergiftigd. Moe'awija was de tweede kalief uit de Omajjaden-dynastie, na kalief Oethman, maar met hem begint een nieuw tijdperk (661-750).

## Militaire campagnes
Rond 670 hervatte hij de Byzantijns-Arabische oorlogen. Hij viel Sicilië aan en stichtte de stad Kairouan in Tunesië. In 674 sloeg hij zelf het beleg voor Constantinopel, dat vier jaar duurde. De stad werd ten slotte gered door het Grieks vuur.

## Bestuur
Een van de problemen die hij had met Ali, was het belang dat men hechtte aan de familiebanden van de oude aristocratie. Hij zocht naar medewerkers op basis van verdienste en loyaliteit. Hij creëerde daarom de diwans. Hij stelde ook de posterij (barīd) in, daarom werden de wegen verbeterd. Hij had een luisterend oor voor zijn onderdanen en was daarom zeer toegankelijk.

## Religie
- Zie tegenstelling sjiisme en soennisme

## Opvolging
In de visie die hij had over familiebanden, werd de opvolging van zijn zoon Yazid I een probleem. Een andere pretendent, nog meer gebaseerd op familiebanden, was de zoon van Ali, of de kleinzoon van Mohammed, Hoessein. Anderen vonden dat de opvolging moest worden besproken in een šūrā, een overleg. Uiteindelijk eindigde de situatie in een Tweede Fitna.